# Enzo Zidane
Pour les autres membres de la famille, voir Zidane (homonymie).
Pour les articles homonymes, voir Enzo Fernández et Fernández.
Zidane  Fernández est un nom espagnol. Le premier nom de famille, en général paternel, est Zidane ; le second, en général maternel, souvent omis, est Fernández.
Enzo Zidane Fernández, né le 24 mars 1995 à Bordeaux (Gironde) est un footballeur franco-espagnol qui évolue au poste de milieu de terrain offensif pendant sa carrière.

## Biographie

### Jeunesse et débuts
Né en France, fils aîné du footballeur Zinédine Zidane et de son épouse Véronique (née Fernandez Lentisco), naturalisé espagnol en 2006, il est appelé en équipe d'Espagne des moins de 15 ans en 2009 et en équipe de France des moins de 19 ans, sans jouer, en 2014. Au début de sa carrière de footballeur, il choisit de jouer sous le nom de sa mère (Enzo Fernández) mais est couramment désigné sous le nom de son père.
Comme ses frères, il fut scolarisé au lycée français de Madrid.

### Carrière en club

#### Real Madrid Castilla (2004-2017)
À partir de 2004, Enzo Zidane joue pour les jeunes du Real Madrid. Le 6 septembre 2011, il est invité par José Mourinho pour s'entraîner avec l'équipe première du club. Le 5 août 2013, Enzo signe un contrat professionnel.
En novembre 2014, il fait ses débuts officiels avec la réserve du Real Madrid.
En août 2015, à la suite de la dissolution de l'équipe C, il rejoint à temps plein l'équipe B dirigée par son père et en devient le capitaine.

#### Real Madrid (2016-2017)
Il joue son premier et unique match avec l'équipe première (entrainée par son père) lors des seizièmes de finale de Coupe d'Espagne contre le Cultural Leonesa et marque son premier but dès les premières minutes après son entrée en jeu.

#### Deportivo Alavés (2017-2017)
Le 29 juin 2017, libéré de son contrat au Real Madrid, il signe pour trois ans au Deportivo Alavés et joue son premier match en amical contre le Toulouse FC.

#### Lausanne-Sport (2017-2019)
Le 30 décembre 2017, il s'engage au FC Lausanne-Sport. Il inscrit son premier but en Super League le 18 février 2018 lors du derby face au FC Sion. Après une demi-saison passée en Suisse et un prêt en Espagne, le club lausannois met fin à son contrat.

#### Rayo Majadahonda (2018-2019)
En juillet 2018, il est prêté au Rayo Majadahonda, qui vient de monter en deuxième division espagnole. Le club est relégué au terme de la saison.

#### CD Aves (2019-2020)
En juillet 2019, il s'engage pour deux saisons avec le club portugais du CD Aves qui évolue en D1 Portugaise, il marqua 2 buts en 10 matchs de championnat 
mais quitta le club à la fin de sa première saison, estimant ne pas avoir assez de temps de jeu .

#### UD Almería (2020)
En manque de temps de jeu, il quitte le CD Aves pour rejoindre UD Almería en janvier 2020 dans les dernières heures du mercato hivernal, club évoluant en deuxième division espagnole. Il signe un contrat jusqu'au mois de juin 2021. En octobre 2020, une rupture de contrat à l'amiable est officialisée entre le joueur et le club.

#### Rodez AF (2021-2022)
En juin 2021, il s'engage pour une durée d'un an avec le Rodez Aveyron Football, où il porte le numéro 5,. Son père est actionnaire minoritaire du club.

#### CF Fuenlabrada (2022-2023)
Après seulement quatre titularisations en quinze apparitions en championnat de Ligue 2 au sein du Rodez AF, il s'engage en juillet 2022 avec le club du CF Fuenlabrada en troisième division espagnole, dans la banlieue de Madrid.
Le 22 juillet 2024, sans proposition de contrats depuis 1 an, Enzo Zidane se retire du football à l'âge de 29 ans, qu'il annonce en septembre de la même année.

### Carrière internationale
Enzo Zidane est éligible pour jouer pour la France, l'Algérie ou l'Espagne. En 2009, il joue pour l'équipe d'Espagne des moins de 15 ans de football (es).
Le 24 février 2014, il est convoqué en équipe de France des moins de 19 ans de football pour effectuer un stage de tests médicaux.

### Vie personnelle
Enzo Zidane a été nommé ainsi en hommage à Enzo Francescoli, joueur de football uruguayen qu'admirait son père Zinédine Zidane. Enzo a trois frères plus jeunes : Luca (1998-), Théo (2002-) et Elyaz (2005-), eux aussi footballeurs,.
Le 22 août 2020, il se fiance avec sa petite amie de longue date, Karen Gonçalves. Fin janvier 2022, ils annoncent attendre leur premier enfant par le biais d'un post Instagram. Une fille prénommée Sia nait le 19 mai 2022. Enzo Zidane devient à nouveau papa de jumelles, Giulia et Kaia, le 22 mai 2024.

### Caractéristiques techniques
Le journaliste espagnol Óscar Maya décrit Enzo Zidane comme suit : «Ses qualités sont sa technique et sa frappe de balle, plus par sa précision que sa puissance. Côté défauts, il est lent, il joue en trottinant et il manque de vision de jeu. Il est technique quand il faut contrôler un ballon par exemple, mais il a du mal à lâcher la bonne passe au bon moment».

## Statistiques
| Saison                | Club                    | Championnat           | Championnat | Championnat | Championnat | Coupe(s) nationale(s) | Coupe(s) nationale(s) | Coupe(s) nationale(s) | Total | Total | Total |
| Saison                | Club                    | Division              | M.          | B.          | P.d.        | M.                    | B.                    | P.d.                  | M.    | B.    | P.d.  |
| 2014-2015             | Real Madrid Castilla    | Segunda División B    | 8           | 0           | 0           | -                     | -                     | -                     | 8     | 0     | 0     |
| 2015-2016             | Real Madrid Castilla    | Segunda División B    | 34+4        | 2+0         | 10+0        | -                     | -                     | -                     | 38    | 2     | 10    |
| 2016-2017             | Real Madrid Castilla    | Segunda División B    | 32          | 5           | 5           | -                     | -                     | -                     | 32    | 5     | 5     |
| Sous-total            | Sous-total              | Sous-total            | 78          | 7           | 15          | -                     | -                     | -                     | 78    | 7     | 15    |
| 2016-2017             | Real Madrid             | LaLiga                | 0           | 0           | 0           | 1                     | 1                     | 0                     | 1     | 1     | 0     |
| Sous-total            | Sous-total              | Sous-total            | 0           | 0           | 0           | 1                     | 1                     | 0                     | 1     | 1     | 0     |
| 2017                  | Deportivo Alavés        | LaLiga                | 2           | 0           | 0           | 2                     | 0                     | 0                     | 4     | 0     | 0     |
| Sous-total            | Sous-total              | Sous-total            | 2           | 0           | 0           | 2                     | 0                     | 0                     | 4     | 0     | 0     |
| 2018                  | Lausanne-Sport          | Super League          | 16          | 2           | 1           | -                     | -                     | -                     | 16    | 2     | 1     |
| Sous-total            | Sous-total              | Sous-total            | 16          | 2           | 1           | -                     | -                     | -                     | 16    | 2     | 1     |
| 2018-2019             | Rayo Majadahonda (prêt) | LaLiga2               | 33          | 0           | 1           | 1                     | 0                     | 0                     | 34    | 0     | 1     |
| Sous-total            | Sous-total              | Sous-total            | 33          | 0           | 1           | 1                     | 0                     | 0                     | 34    | 0     | 1     |
| 2019                  | Deportivo Aves          | Liga NOS              | 10          | 2           | 0           | 1                     | 0                     | 0                     | 11    | 2     | 0     |
| Sous-total            | Sous-total              | Sous-total            | 10          | 2           | 0           | 1                     | 0                     | 0                     | 11    | 2     | 0     |
| 2020                  | UD Almería              | LaLiga2               | 3+1         | 0           | 0           | -                     | -                     | -                     | 4     | 0     | 0     |
| Sous-total            | Sous-total              | Sous-total            | 4           | 0           | 0           | -                     | -                     | -                     | 4     | 0     | 0     |
| 2021-2022             | Rodez AF                | Ligue 2               | 15          | 0           | 0           | 1                     | 0                     | 0                     | 16    | 0     | 0     |
| Sous-total            | Sous-total              | Sous-total            | 15          | 0           | 0           | 1                     | 0                     | 0                     | 16    | 0     | 0     |
| 2021-2022             | Rodez AF rés.           | National 3            | 3           | 0           | 0           | -                     | -                     | -                     | 3     | 0     | 0     |
| Sous-total            | Sous-total              | Sous-total            | 3           | 0           | 0           | -                     | -                     | -                     | 3     | 0     | 0     |
| 2022-2023             | CF Fuenlabrada          | Primera Federación    | 28          | 1           | 4           | 1                     | 0                     | 0                     | 29    | 1     | 4     |
| Sous-total            | Sous-total              | Sous-total            | 28          | 1           | 4           | 1                     | 0                     | 0                     | 29    | 1     | 4     |
| Total sur la carrière | Total sur la carrière   | Total sur la carrière | 189         | 12          | 21          | 7                     | 1                     | 0                     | 196   | 13    | 21    |